# Ясная Поляна (Буда-Кошелёвский район)
Ясная Поляна (бел. Ясная Паляна) — упразднённый посёлок в Старобудском сельсовете Буда-Кошелёвского района Гомельской области Белоруссии.
На юге, севере и западе граничит с лесом.

## География

### Расположение
В 17 км на запад от районного центра и железнодорожной станции Буда-Кошелёвская (на линии Жлобин — Гомель), 54 км от Гомеля.

## Транспортная сеть
Рядом автодорога Жлобин — Гомель. Застройка деревянная усадебного типа.

## История
Основан в начале XX века переселенцами с соседних деревень. В 1925 году в Губичском сельсовете Буда-Кошелёвского района Бобруйского округа. В 1930 году жители посёлка вступили в колхоз. Во время Великой Отечественной войны погибли 13 жителей. В 1959 году в составе колхоза «Авангард» (центр — деревня Старая Буда).

## Население

### Численность
- 2004 год — 1 хозяйство, 1 житель.

### Динамика
- 1925 год — 13 дворов.
- 1959 год — 86 жителей (согласно переписи).
- 2004 год — 1 хозяйство, 1 житель.